# Grand parc des enfants (métro de Séoul)
Grand parc des enfants est une station sur la ligne 7 du métro de Séoul, dans l'arrondissement de Gwangjin-gu.